# Zorakert
Zorakert – wieś w Armenii, w prowincji Szirak. W 2011 roku liczyła 145 mieszkańców.